# اليوم العالمي للإسلام
اليوم العالمي للإسلام هو احتفال دولي بالإسلام، لتوعية المسلمين وغير المسلمين على حد سواء بالدين الإسلامي وللتأكيد على رسالة السلام للبشرية جمعاء، وكان أول إعلان عن اليوم العالمي للإسلام في 20 فبراير 2009 واستمر الاحتفال به لثلاثة أيام. غير أن اليوم الرسمي للاحتفال به هو 9 من آذار/مارس في ذكرى الخطبة[ ؟ ] الأخيرة للنبي محمد والمعروفة باسم خطبة الوداع والتي كانت يوم الجمعة التاسع من ذي الحجة في العام 10 للهجرة الموافق التاسع من آذار/مارس عام 632 في التقويم الميلادي أوفي السادس من آذار/مارس 632 في التقويم اليولياني أو الرومي.

## نظرة عامة

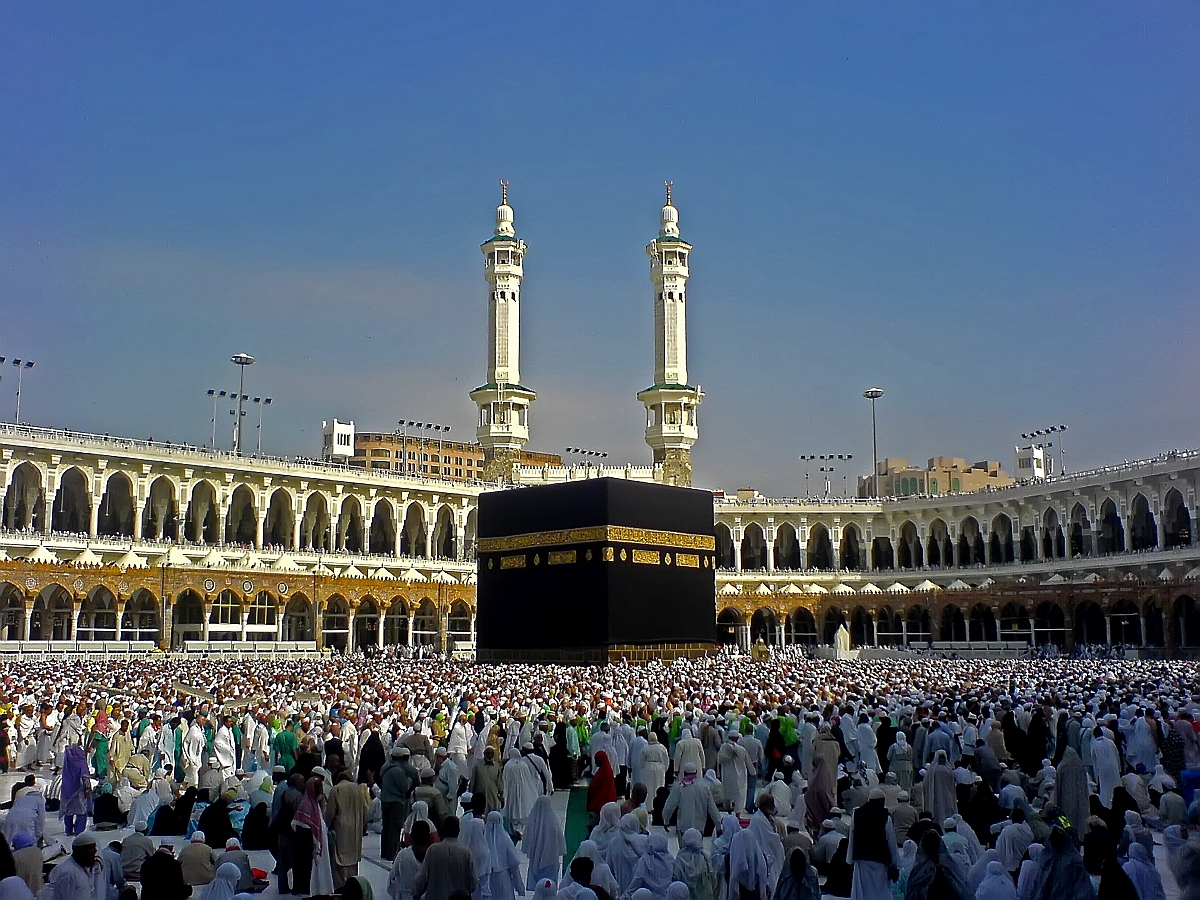
الكعبة المشرفة - مكة

خطب الرسول خطبته الأخيرة يوم عرفة على أكثر من 100.000 من الصحابة في مكة المكرمة في آخر حجةله. وتضمنت الخطبة آخر آية في القرآن الكريم (سورة المائدة: الآية 3) وبهذا التاريخ يرى المسلمون أن النبي قد أتم إبلاغه لهذا الدين.
وتتضمن تلك الخطبة مواضيع عدة - من حقوق الإنسان - كالأمن على الحياة والممتلكات، والعفة، وترسيخ حقوق المرأة؛ وتخاطب البشرية كافة وليس المسلمين فقط، كمصدر من مصادر الوحي على مر القرون. وسبقت هذه الخطبةالأمم المتحدة في توضيح ركائز حقوق الإنسان بأكثر من 1316 عام حيث كان «الإعلان العالمي لحقوق الإنسان» في عام 1948.
وبهذا فقد أصبح التاسع من آذار/مارس 2011 هو «اليوم العالمي للإسلام» لكي نتذكر وتستفيد من ثراء ذلك اليوم الخاص. وتعم الدعوة للاحتفال بهذا اليوم المسلمين والناس كافة. كما تُقَدَّر في ذلك اليوم كل القيم الإنسانية التي يقدمها الإسلام للبشرية كالعدل[ ؟ ] والقانون والأخوة والسلام[ ؟ ] والأمن والإيمان. ويرجى في هذا اليوم أن يعم بنور تلك الخطبة «خطبة الوداع» جميع المسلمين على مر الزمن.

## الخطبة الأخيرة

### 9 آذار/مارس 632
أعلنت الشعوب الحرة والمسالمة في ذكرى القيم العالمية لهذا اليوم التاسع من آذار/مارس 2011 ليكون هذا اليوم هو «اليوم العالمي للإسلام»، والتي تؤكد على قيم مثل العدل والقانون والأخوة والسلام والأمن الإيمان.
- الرسول هو من خطب هذه الخطبة.
- أوحي إلى الرسول فيها آخر آية في القرآن (سورة المائدة: 3) «اليوم أكملت لكم دينكم وأتممت عليكم نعمتي ورضيت لكم الإسلام ديناً».
- تركز هذه الخطبة على حقوق الإنسان الأساسية، ليس فقط حقوق المسلمين، بل لناس كافة.
- طلب الرسول من الصحابة الذين سمعوا هذه الخطبة أن ينشروها لمن لم يسمعها.
- يرى المسلمون النبي محمد هدية للبشرية في ذلك اليوم. وتعد هذه الخطبة، والتي أعلن بها خلاص وإتمام الدين الإسلامي وهي خطوة كبيرة للمسلمين والبشرية كلها.

## الأيام والتواريخ المرتبطة
- 21 أيار/مايو، عيد الإسلام، في تاتارستان
- 8 حزيران/يونيه، يوم أحياء ذكرى الرسول محمد
- 15 حزيران/يونيه، اليوم العالمي للأذان
- الأحد[ ؟ ] الأخير من حزيران/يونيه، مهرجان ديدي أيفاز، في البوسنة والهرسك
- 24 أيلول/سبتمبر، يوم الإسلام (الذكرى السنوية للهجرة)، في هاواي. انظر معلومات مفصلة: يوم الإسلام (هاواي)
- تشرين الثاني/نوفمبر،  أسبوع التوعية بالإسلام ، في المملكة المتحدة، بريطانيا
- آخر يوم جمعة من رمضان،  اليوم الدولي للقدس  (اليوم العالمي للقدس، يوم القدس (معاداة الصهيونية) في إيران وغيرها من البلدان الإسلامية

## وصلات خارجية
- WorldIslamDay.org
- Açık Kaynak (9 Mar 2009). "Dünya İslam Günü Etkinliği". Basın Bülteni (بالتركية). Istanbul: WorldIslamDay.org. Archived from the original on 2016-02-25. Retrieved 2011-02-17. {{استشهاد ويب}}: الوسيط غير المعروف |شهر= تم تجاهله يقترح استخدام |تاريخ= (help)